# 遠州夢咲農業協同組合
遠州夢咲農業協同組合（えんしゅうゆめさきのうぎょうきょうどうくみあい）は、静岡県菊川市に本店を置く農業協同組合。愛称は「ミナクルランド」。

## 管轄地域
以下の旧小笠郡5町（菊川町、小笠町、大東町、大須賀町、浜岡町）を管轄エリアとする。
- 菊川市
- 掛川市大東地区、大須賀地区
- 御前崎市浜岡地区

## 事業内容
- 金融事業
- 共済事業
- 指導事業
- 販売事業
- 茶業事業
- 経済事業
- 葬祭事業
- 観光事業
- 農住・宅建
- 広報活動

## 地域の主な産物
地元で生産された農産物は「夢咲茶」「夢咲菜」「夢咲苺」「夢咲豚」などのブランド名で販売されている。
- 茶 ‐ 夢咲茶のイメージキャラクター「ちゃこちゃん」は、菊川市出身の漫画家、小山ゆう の作品。
- 米
- イチゴ ‐ 県内トップクラスの生産量を誇る。紅ほっぺ、章姫、きらぴ香を生産。
- メロン
- ニンジン
- トマト ‐ 大玉トマト、待ってたトマト、トムトムトマトなどを生産。
- 石川小芋
- かぼちゃ
- メキャベツ ‐ 全国のシェア67％を誇る。
- 白ネギ
- レタス
- いちじく
- 青島みかん
- 豚肉
- 遠州夢咲牛
- バラ
- カーネーション

等

## 沿革
- 1992年3月 - 大城・菊川・小笠町・浜岡町の4JAが合併して発足[1]。

## 関連施設
- 茶業振興センター
  - 所在地：静岡県菊川市和田1057-3
- 菊川茶直売所
  - 所在地：静岡県菊川市半済1100
- 小笠茶直売所
  - 所在地：静岡県菊川市下平川5280
- 大城茶直売所
  - 所在地：静岡県掛川市三俣1187-1

## その他
- スーパーマーケット「Aコープ」の閉鎖店舗などを活用し、会員農家が生産した作物を販売する大規模な産地直売店「ミナクル市(いち)」を運営している。ミナクルは「ミラクル」と「みな来る」を合わせた造語。